# Dactylolabis anomala
Dactylolabis anomala là một loài ruồi trong họ Limoniidae. Chúng phân bố ở miền Cổ bắc.